# 第百四十九国立銀行
第百四十九国立銀行（だいひゃくしじゅうくこくりつぎんこう）は、北海道函館に設立され、三菱銀行の前身につながる明治期の銀行。

## 設立の経緯
旧島原藩主松平家は銀行設立を画し、大蔵卿であった大隈重信に相談。県別の国立銀行の資本金上限規制があり、北海道以外の地では開設は無理との助言を受け、当時北海道における経済の中心であった函館に設立することとした。設立に際しては、松平家と親密であり第百十九国立銀行の実質的なスポンサーでもあった臼杵藩主稲葉久通も出資。1879年（明治12年）12月設立。資本金は13万円。初代頭取には旧島原藩士族である渡辺享が就任。役員構成は旧島原藩3名、旧臼杵藩5名であった。

## 破綻
島原藩主松平家と臼杵藩主稲葉久通は、北海道の物産を扱う楽産商会を設立。この楽産商会は一時は隆盛を誇ったが、1884年（明治17年）頃には米相場での失敗などで経営が傾いた。楽産商会は、郵船汽船三菱会社から増資資金を借り入れていたが、この借り入れには第百十九国立銀行と並んで当行も保証人となっていたことから、両行は経営危機に陥った。第百十九国立銀行の支配人であった三村君平は、金融部門を所有していない三菱の大番頭で臼杵藩士族であった荘田平五郎に、両行を破綻させた場合、出資している臼杵藩士族が困窮する旨訴え救済を依頼。第百十九国立銀行と当行は合併し、その後三菱に順次営業譲渡され、三菱合資会社銀行部を経て、三菱財閥の中核金融会社である三菱銀行の前身となった。

## 沿革
- 1879年（明治12年）8月22日：設立
- 1880年（明治13年）2月10日：開業
- 1885年（明治18年）5月7日：第百十九国立銀行に合併
- 1885年（明治18年）5月28日：郵船汽船三菱会社が経営継承
- 1895年（明治28年）7月20日：三菱合資会社銀行部が設立され順次営業譲渡